# Hannes Fossbo
Hannes Fossbo, född den 18 september 1981 i Stockholm, är en svensk journalist, konstnär, kritiker och författare.
Åren 2009–2013 var han verksam som programledare och kritiker för Sveriges Radios Kulturnytt och programledare för kulturmagasinet Nya Vågen i P1. Sedan 2013 arbetar han som programledare på Sveriges Televisions kulturredaktion.
Fossbos mest uppmärksammade konstprojekt är utställningen "Britney Spears by Hannes Fossbo". Efter att ha märkt att Britney Spears 2007 genererade över 120 miljoner träffar på Googles bildsök började Fossbo teckna Britneyporträtt. På 10 månader gjorde han 120 teckningar och 9 målningar. Vernissagen hölls på Galleri Kocks i Stockholm 2008.
2021 debuterade han med den delvis självbiografiska romanen Öbarn som handlar om sorgen efter sin pappa och om missbruk som går i arv.
Fossbo är gift och har två barn.